# Maître du Dipylon

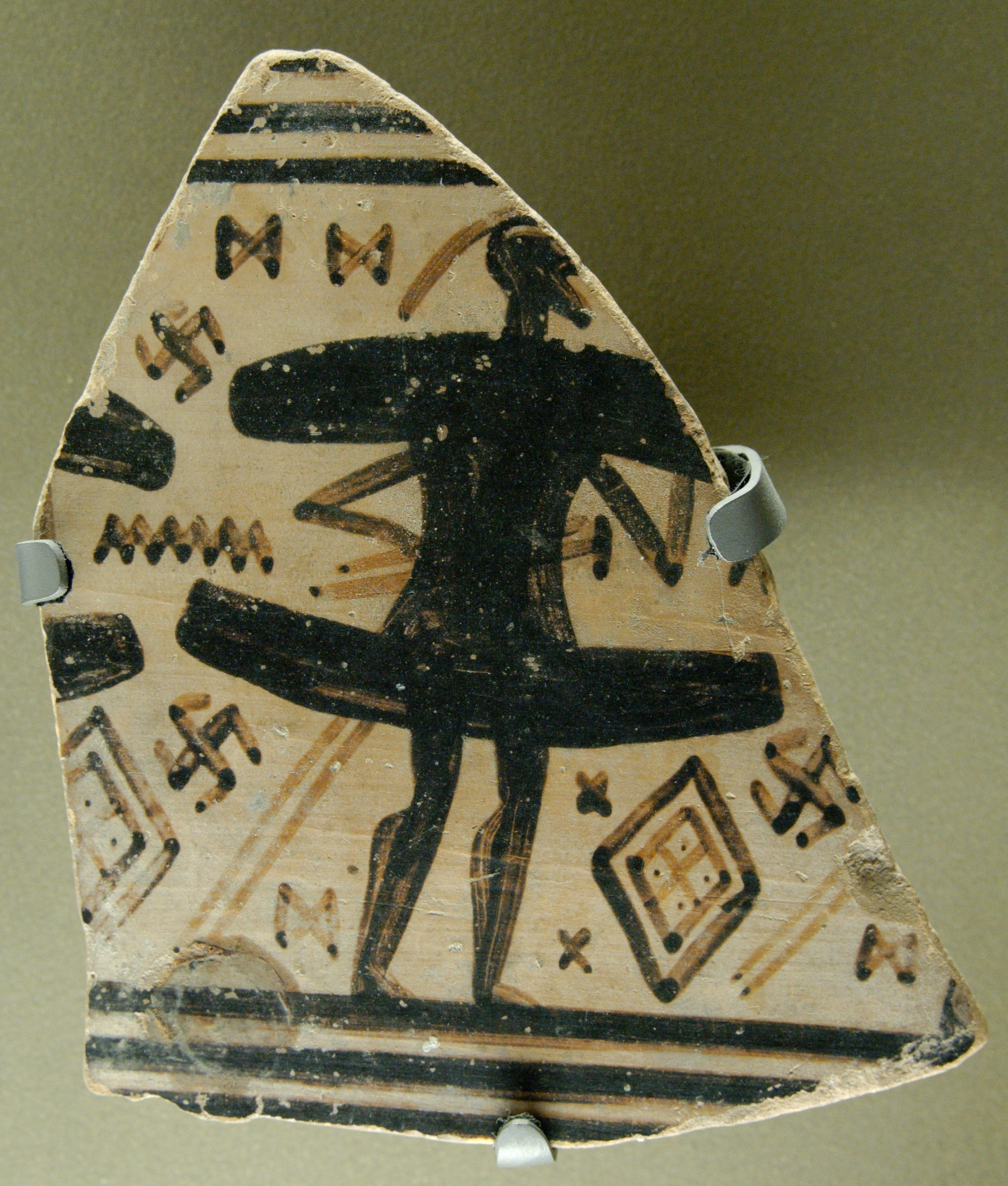
Guerrier, fragment du cratère A558 du Maître du Dipylon, v. 750‑725 av. J.-C., musée du Louvre.

On appelle Maître du Dipylon un peintre sur vase de la Grèce antique actif au milieu du VIIIe siècle av. J.-C. (Géométrique Récent). Il doit son nom à un groupe de vases funéraires dont la plupart ont été découverts à Athènes dans la nécropole du Céramique, près de la porte du Dipylon.
Son style marque l'apogée du style géométrique, qui utilise le canon de la représentation humaine et animale alors en vigueur : le buste humain prend la forme d'un triangle ; les bras sont représentés comme des bâtons, souvent dans le simple prolongement des côtés du buste ; la tête est un simple disque, auquel l'ajout d'un trait vient figurer le nez. L'artiste semble chercher à inféoder la figure humaine à un canon géométrique, caractéristique fréquemment répétée dans tout l'art grec.
La construction des vases du maître du Dipylon est toujours très élaborée et mise en avant la peinture par les nombreux motifs géométriques et animaux disposés en registres parfois imbriqués les uns dans les autres. 
L'art du Maître du Dipylon est narratif : la plupart de ses vases, des marqueurs de tombe (cratères pour les hommes, amphores pour les femmes), portent sur la panse des scènes funéraires. Fait surprenant pour des vases d'aussi grande taille, beaucoup nous sont parvenus entiers, ce qui permet de mieux appréhender son style. Sur deux des vases les plus importants conservés, le cratère A517 du musée du Louvre et l'amphore 804 du Musée archéologique du Céramique, le détail central du vase nous montre un personnage allongé sur un lit (klinè), entouré par d'autres personnages, debout ou agenouillés : c'est la prothêsis ou veillée du mort. 

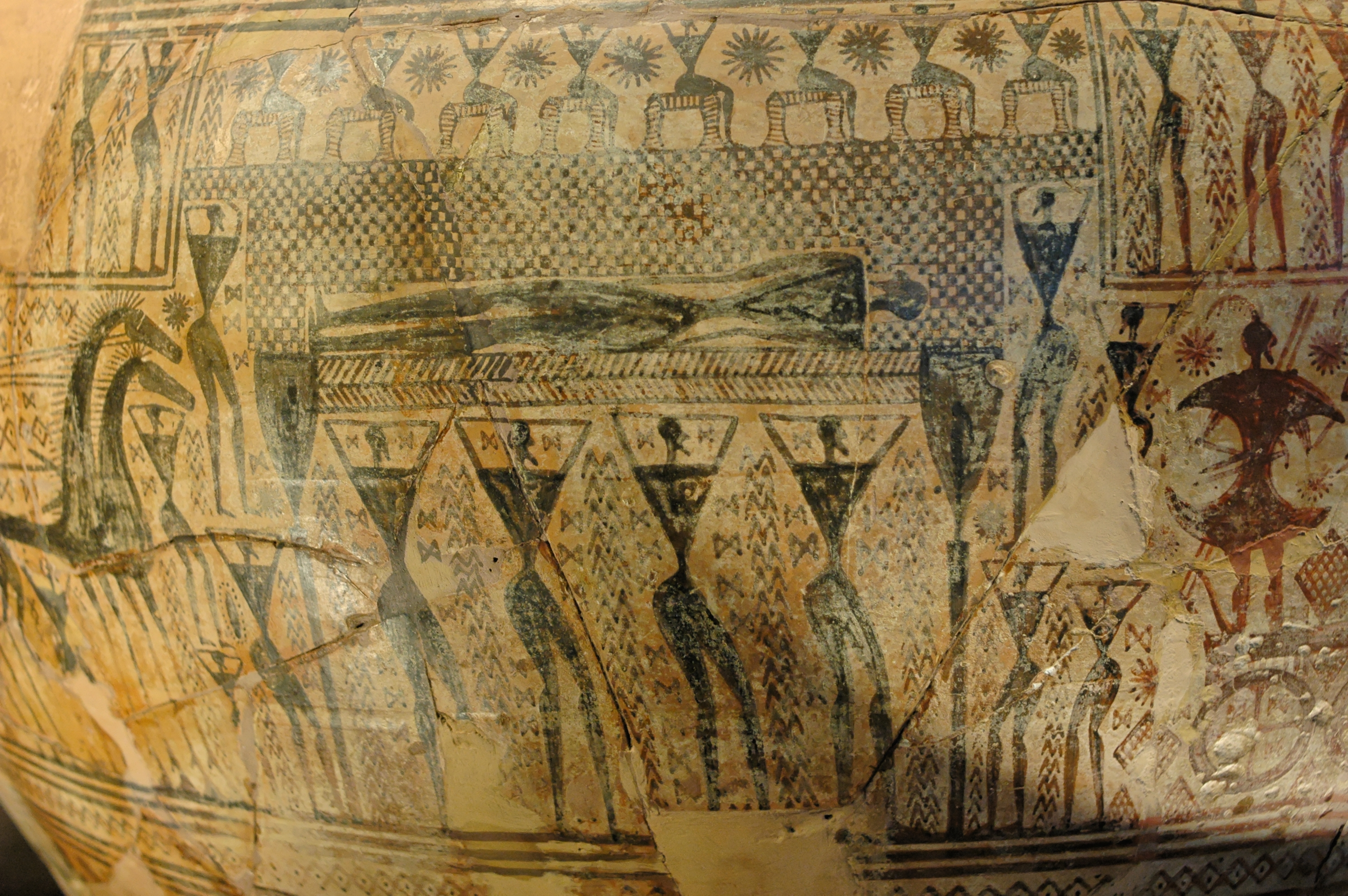
Scène de prothêsis, détail du cratère A517 du Maître du Dipylon, v. 750 av. J.-C., musée du Louvre

En effet, un enterrement, en Grèce antique, est un moment très important régi par les législateurs, c'est un devoir de mémoire pour la famille. Il comporte trois étapes :
- la prothêsis avec les lamentations et la purification de la maison ;
- l'ekphora le troisième jour (ta trita) : la procession ;
- le neuvième jour (ta enata), la famille se réunit autour de la tombe ; cela marque la fin du deuil mais la tombe reste un lieu de mémoire important.

Prothêsis et ekphora sont deux scènes très importantes dans le répertoire du style géométrique.
Le Maître du Dipylon a pour grand principe de tout montrer de sa scène : il n'adopte pas un seul point de vue. Ainsi, les bras et le buste sont représentés de face, ce qui nous permet de bien reconnaître leur pose, tandis que le bas du corps est montré de profil, afin de permettre la séparation des jambes. Quand il représente un bige, il montre les deux roues côte à côte, et les huit jambes des chevaux sont soigneusement distinguées. Dans le style du Dipylon, aucune silhouette ne se superpose à une autre : chaque personnage a sa place bien définie. 
Le peintre tente également de résoudre le problème de la représentation d'une scène dans l'espace en recourant à un étagement : la scène se lit de bas en haut. En bas est figurée la partie de la scène la plus proche de l'observateur ; en haut celle qui en est la plus éloignée. Ainsi, dans la scène de prothêsis de A517, on comprend facilement que la bière est situé au milieu de deux rangées de pleureurs.